# Toyota Avensis
Toyota Avensis — среднеразмерный автомобиль компании Toyota, выпускавшийся с 1997 по 2018 год. Модель предшественник — Toyota Carina E с 1992 года в Европе.

## Первое поколение
Toyota Avensis первого поколения выпускался в трех кузовных решениях — седан, лифтбек и универсал. Моторная гамма включала в себя 5 силовых установок — 3 бензиновых мотора (объёмом 1.6 литра и мощностью 110 л.с. (4AFE), объёмом 1.8 литра и мощностью также 110 л.с. (7AFE), но с большим крутящим моментом, и объёмом 2.0 литра и мощностью 128 л.с. (3SFE)), а также два двухлитровых турбо-дизеля мощностью 110 л.с. (1CD FTV и 2CT).
Рестайлинг первого поколения. Основное: началась установка двигателей с изменяемыми фазами газораспределения VVT-I: 1.6 (3ZZFE), 1.8 (1ZZFE), 2.0 (1AZFSE). Незначительно изменены кузовные детали, оптика, интерьер. Появился экран расходомера на приборной консоли.
| Euro NCAP                                            | Euro NCAP | Euro NCAP | Euro NCAP |
| ---------------------------------------------------- | --------- | --------- | --------- |
| Рейтинги                                             | Пассажир  |           | 23        |
| Рейтинги                                             | Пешеход   |           | 16        |
| Протестированная модель: Toyota Avensis 1,6 S (1998) |           |           |           |

## Второе поколение
Второе поколение Toyota Avensis (код модели T25) было запущено в начале 2003 года в совершенно новом формате, на этот раз были предложены большие изменения в комфорте для водителя и внешней привлекательности автомобиля. Дизайн этой модели, так же как и дизайн Toyota Corolla был разработан в дизайнерском ателье во Франции.
База Avensis второго поколения увеличилась на 7 сантиметров, а общая длина на 11 см, составив 4645 мм. Автомобиль оснащался четырьмя бензиновыми:
- 3ZZ-FE (1,6л, 110 л.с., бензин); 1ZZ-FE (1,8л, 129 л.с., бензин), 1AZ-FSE (2,0л, 147 л.с., бензин D-4), 2AZ-FSE (2,4л, 163 л.с., бензин D-4);
и четырьмя дизельными моторами:
с 2003 по 2008  - 1CD-FTV (2.0л, 116 л.с., турбодизель, D-4D)
с 2006 по 2008  - 1AD- FTV (2.0л, 126 л.с., турбодизель, D-4D)
с 2005 по 2008  - 2AD-FTV (2.2л, 150 л.с., турбодизель, D-4D)
c 2005 по 2008  - 2AD-FHV (2.2л, 177 л.с., турбодизель, D-CAT);
На автомобиль устанавливались 4 вида КПП: пятиступенчатая механика (3ZZ-FE, 1ZZ-FE, 1AZ-FSE, 1CD-FTV), четырёхступенчатый автомат (1ZZ-FE, 1AZ-FSE), пятиступенчатый автомат (2AZ-FSE) и шестиступенчатая механика (2AD-FHV).
Автомобиль выпускался в 3 вариациях кузовов: седан (4дв), универсал (5дв) и  лифтбэк (5дв).
| Euro NCAP                                          | Euro NCAP | Euro NCAP | Euro NCAP |
| -------------------------------------------------- | --------- | --------- | --------- |
| Рейтинги                                           | Пассажир  |           | 34        |
| Рейтинги                                           | Пешеход   |           | 8         |
| Протестированная модель: Toyota Avensis 1,8 (2003) |           |           |           |

## Третье поколение
Автомобиль третьего поколения практически не изменился по размерам, но построен совершенно на другой, новой платформе. Были доступны только седан и универсал. Гамма двигателей — модернизированный мотор 1,6 (132 л.с.) и новые «четверки» объёмом 1,8 л (147 л.с.) и 2,0 л (152 л.с.). Бензинового двигателя 2,4 больше не было, а линейка дизелей дополнилась новым двигателем 1.6 л (111 л.с.), также остались прежние двигатели объёмом 2,0 л и мощностью 126 л.с., либо 2,2 л в версиях мощностью 150 л.с. и 180 л.с. На момент января 2012 года дизельные варианты Toyota Avensis официально в Россию не поставлялись. Стандартная трансмиссия для бензиновых версий — новая шестиступенчатая «механика», а вместо «автомата» на Avensis бензиновых версий с 2009 года ставился клиноременный вариатор Multidrive.

## Завершение производства
Производство Toyota Avensis было прекращено в апреле 2018 года в связи с возвращением Toyota Camry в Европу. В июне 2018 года с конвейера сошёл последний универсал Toyota Avensis охристого цвета. Теперь в Англии Toyota производит только хетчбэки Auris.
| Euro NCAP                                                    | Euro NCAP | Euro NCAP | Euro NCAP             |
| ------------------------------------------------------------ | --------- | --------- | --------------------- |
| · общий рейтинг                                              |           |           |                       |
| 90%                                                          | 86%       | 53%       | 86%                   |
| взрослый пассажир                                            | ребёнок   | пешеход   | активная безопасность |
| Протестированная модель: Toyota Avensis 2,0 D4-D, RHD (2009) |           |           |                       |